# 橋本愛奈
橋本 愛奈（はしもと あいな、1992年10月3日 - ）は、歌手、タレントである。元チャオ ベッラ チンクエッティのメンバー。神奈川県出身で、血液型はB型。公式ニックネームは「はしもん」。メンバーカラーは       赤（2015年9月26日にオレンジから変更）。

## 略歴
- 2004年、ハロプロ エッグ オーディション2004合格。
- 2005年1月、Hello!Projectコンサートの東京公演でステージデビュー。
- 2006年8月2日、ハロプロエッグから橋本愛奈、諸塚香奈実、秋山ゆりかの3人でTHE ポッシボーが結成。
- 2007年10月1日、つんく♂が社長を務めるTNXに事務所移籍。
- 2015年4月1日、アップフロントクリエイトに事務所移籍。
- 2018年1月4日、週刊ヤングジャンプ主催「サキドルエース SURVIVAL SEASON8」に参加[2]。
- 2018年8月2日にチャオベッラチンクエッティが解散、ソロ活動に入る。
- 2018年12月16日、アイドリング!!!残党で結成されたメンテナンスのメンバー拡大に伴い勧誘され、11号として加入。
- 2023年8月2日、一般男性と結婚し、妊娠中であることを報告[3][4]。
- 2023年12月15日、 第1子男児の誕生を報告[5]。

## 人物
- 身長は151.5cm[6]。理想は158cm以上。
- 好きな色は白。
- 好きな食べ物はイチゴ・ごはん・さきいか・チーズ・銀だら。嫌いな食べ物はトマト・きゅうり・梅干。
- 趣味は携帯小説を読むこと・寝ること・DVD鑑賞・ゲーム・漫画・一人行動・買い物(限定物が好き）。
- 特技はそうじ・変顔・お菓子作り・着替えが早い。
- ハロプロで目指している人は松浦亜弥、好きな曲として「砂を噛むように…NAMIDA」を挙げている。
- 好きなキャラクターはリトルグリーメン。他にもケアベア、モンチッチやミニーちゃん（ミニーマウス）も好き。
- ハロプロエッグ所属当時、仲の良かったメンバーは諸塚香奈実、橋田三令。
- グループが低迷していた頃、事務所からバイトの許可が出て地元にあるパン屋の面接を受けるが落ちてしまう。そこで改めて、「自分にはこの仕事しかない」と芸能の世界で生きていくことを決意する。[7][8]

## 作品

### 音楽作品
- アキマツネオ＆橋本愛奈「Life's A Gas」※T・レックスのトリビュートアルバム「T.Rex Tribute ~Sitting Next To You~ presented by Rama Amoeba 」の中の1曲
- RYPPHYPE「Callin’ feat. 橋本愛奈」※配信限定シングル
- RYPPHYPE「Raindrops feat. 橋本愛奈」※デジタルアルバム「NEXTLEVEL」の中の1曲

### 映像作品
- ギリギリ アウト!（2010年10月3日、イーネット・フロンティア）
- 完全アウト!（2011年6月29日、TNX）

## 出演

### テレビ
- 数学♥女子学園 第1話・第2話（2012年1月11日・18日、日本テレビ）
- The Girls Live（2015年7月9日、テレビ東京） - 二子玉川で曲の舞台めぐりの旅&スタジオ衣装をセルフプロデュース
- 悩める前職：アイドルちゃん～アイドルやめて何するの？～ (2018年12月27日、テレビ朝日)
- ほぼ日の怪談。ほぼ日。× ハロプロ：怪・その八（第四夜）「ピンクの小さなノート」(2020年9月16日〜、テレビ神奈川ほか)

### ラジオ
レギュラー番組（過去）
- ポッシとキャナのナイスキッス!（2008年9月6日 - 2009年7月25日、Kiss-FM KOBE 毎週土曜 21:00 - 21:30）
- THEポッシボー はしもんと愉快なポッシ達（2014年10月5日 - 2015年3月29日、FM NACK5「i Meet Up!」の一コーナー）
- チャオ ベッラ チンクエッティ!チャレンジ フォー No.1!（2015年7月18日 - 2016年6月18日、ラジオNIKKEI第1、毎月第3土曜日）

### 舞台
- 34丁目の奇跡〜Here's Love〜（2005年11月 - 12月） - スーザン 役
- つんく♂タウンTHEATER  旗揚げ公演 第一弾 時東ぁみ 座長公演 「CRY FOR HELP! 〜宇宙ステーション近くの売店にて〜」（2006年8月2日 - 16日、秋葉原 石丸電気 SOFT2 7F） - 北里花子 役
- つんく♂タウンTHEATER 第二弾 脱煙応援プロジェクト「手を挙げろ！健康強盗だ」（2007年1月10日 - 14日、新宿村ライブ）
- つんく♂THEATER 第四弾『あぁ 女子合唱部〜栄光のかけら〜』（2007年9月22日 - 24日、全電通労働会館） - 立花律子 役
- トライフル（2008年2月6日 - 10日、全労済ホール スペース・ゼロ）
- 演劇集団スプートニク第3回公演「ジェニファー」（2009年3月18日 - 22日、中野ザ・ポケット）
- 対バンだよ温泉きのこ「オレ、お前スキ!」（2010年7月22日 - 27日、下北沢駅前劇場）
- amipro「ふしぎ遊戯」（2010年10月20日 - 24日、ザ・ポケット）夕城美朱 役
- つんく♂THEATER第九弾～めちゃモテ劇場～「めちゃモテ委員長VSめちゃモテ反対委員会ですわっ!」（2011年1月6日 - 10日、六行会ホール） - 赤井ミオ 役
- amipro「ふしぎ遊戯～朱雀編～」（2011年3月30日 - 4月3日、シアターサンモール） - 夕城美朱 役
- アリ―・エンターテイメントプロデュース「CABARET ON THE SEA」（2011年5月25日 - 29日、シアターグリーン BIGTREE THEATER）
- アリスインプロジェクト「ライン♪」（2011年8月4日 - 7日、銀座博品館劇場） - 橋本綾久 役
- ふしぎ遊戯〜青龍編〜（2012年4月25日 - 5月2日、銀座博品館劇場） - 夕城美朱 役
- 女神座ATHENA よみきかせリーディングライブ「天使の図書室 Vol.04」（2018年9月2日、コフレリオ新宿シアター）
- ゲキバカ「ごんべい2」（2019年1月19日 - 27日、吉祥寺シアター）
- ミュージカル「悪ノ娘」(再演)（2019年4月６日 - 14日、あうるすぽっと）
- ミュージカル「VOICE」（2019年5月8日 - 12日、浅草六区ゆめまち劇場）
- 爆走おとな小学生「初等教育ロイヤル」（2019年6月20日 - 23日、ABCホール） - 中村さん 役[9]
- 「お薬のクスリ」（2019年11月20日 - 24日、中野ポケットスクエア・テアトルBONBON）
- ミュージカル・ギルドｑ．第16回公演「Last Shangri-La」（2020年2月20日 - 3月1日、東京芸術劇場 シアターウエスト）
- Pave the Way STAGE2「歪(いびつ)」（2020年3月11日 - 15日、中目黒キンケロ・シアター）
- 超青春合唱コメディ「SING!」-2020-（2020年8月27 - 30日、ヒューリックホール東京）
- オンライン朗読劇「ライブレターズ」（2021年1月23日 - 24日）
- LOGOTyPEプロデュース ミュージカル「クロスフレンズ」（2021年5月27日 - 30日、六行会ホール）
- ことのはbox 第17回公演「ムーランルージュ」（2022年4月20日 -24日、萬劇場）

### コンサート・イベント
- Hello! Project 2005 Winter 〜A HAPPY NEW POWER! 紅組〜（2005年1月）
- Hello! Project 2005 夏の歌謡ショー 〜'05 セレクション! コレクション!〜（2005年7月）
- Hello! Project 2006 Winter 〜ワンダフルハーツ〜（2006年1月）
- Hello! Project 2006 Summer 〜ワンダフルハーツランド〜（2006年7月）
- 時東ぁみ初ライブ '06春 〜ザ・中野サンプラザ〜 （2006年4月1日）
- 時東ぁみライブ'06夏〜盆明けハイパーGIG〜（2006年8月18日）
- うち水っ娘大集合2006!（2006年8月20日・22日）
- アイドルイベント「しぶや夏祭り〜夏だ、夏だ!萌え上がろう!!〜」（2006年8月21日）